# Ljuskläppen, Korpo
Ljuskläppen är en ö i Finland. Den ligger i Skärgårdshavet och i kommunen Pargas i den ekonomiska regionen  Åboland i landskapet Egentliga Finland, i den sydvästra delen av landet. Ön ligger omkring 74 kilometer sydväst om Åbo och omkring 190 kilometer väster om Helsingfors. Ljuskläppen ligger 6 meter över havet.
Öns area är 1,2 hektar och dess största längd är 250 meter i sydväst-nordöstlig riktning.